# Воздвиженка (Целинный район)
Воздвиженка — деревня в Целинном муниципальном округе Курганской области России.

## География
Деревня находится на юго-западе Курганской области, в пределах юго-западной части Западно-Сибирской равнины, в лесостепной зоне, на западном берегу озера Беломойного, на расстоянии примерно 19 километров (по прямой) к северо-востоку от села Целинного, административного центра округа. Абсолютная высота — 162 метра над уровнем моря.

### Климат
Климат характеризуется как резко континентальный, с холодной продолжительной малоснежной зимой и жарким сухим летом. Средняя продолжительность безморозного периода составляет 113 дней. Среднегодовое количество атмосферных осадков — 397мм.

## История
До 1917 года входила в состав Становской волости Челябинского уезда Оренбургской губернии. По данным на 1926 год состояла из 109 хозяйств. В административном отношении входила в состав Половинского сельсовета Долговского района Челябинского округа Уральской области.

## Население
| 1989 | 2002 | 2010 |
| ---- | ---- | ---- |
| 378  | ↘347 | ↘223 |

По данным переписи 1926 года в деревне проживало 546 человек (269 мужчин и 277 женщин), в том числе: русские составляли 100 % населения.

### Гендерный состав
По данным Всероссийской переписи населения 2010 года в гендерной структуре населения мужчины составляли 47,1 %, женщины — соответственно 52,9 %.

### Национальный состав
Согласно результатам Всероссийской переписи населения 2002 года, в национальной структуре населения русские составляли 89 %.